# Raúl Guerra Garrido
Raúl Guerra Garrido (Madrid, 4 de abril de 1935 - San Sebastián, 2 de diciembre de 2022) fue un escritor español.

## Biografía
Nacido en 1935 en Madrid y de ascendencia leonesa, vivió su infancia en Cacabelos, comarca de El Bierzo. Cursó estudios de Farmacia, y obtuvo el doctorado. En 1960 se estableció en el País Vasco, y desde ese año residió en la ciudad de San Sebastián, donde ha ejercido como farmacéutico comunitario. Falleció el 2 de diciembre de 2022.
En 1969 publicó la novela Ni héroe ni nada, a la que seguirá en 1970 Cacereño, narración con concomitancias biográficas, que se refiere al tema de la emigración al País Vasco. En 1971 aparece el ensayo divulgativo Medicamentos españoles, editado por Dopesa, sobre el mundo del medicamento y la profesión farmacéutica. En 1976 gana el Premio Nadal, por su novela Lectura insólita de ‘El capital’, que ha sido reeditada por Destino en el año 2001 con motivo de su 25 aniversario. En ella, un industrial vasco es secuestrado por un grupo abertzale de ultraizquierda y para soportar su encierro dispone tan solo de un único libro: una versión resumida de El capital de Karl Marx. En 1983 publicó Escrito en un dólar (Planeta, 1983). En 1987, Mondadori publicó La mar es mala mujer, de la que se hizo una versión cinematográfica a cargo de Ferrán Llagostera, con el propio Garrido como coguionista. Ha cultivado también la novela negra y policíaca con títulos como La costumbre de morir y Tantos inocentes, (Espasa narrativa, 1996), galardonada en 1997 con el Premio novela negra de la Ciudad de Gijón. En el 2000 publicó El otoño siempre hiere.
Fue residente en el País Vasco, miembro fundador del Foro Ermua y defensor de actitudes políticas críticas con el nacionalismo peneuvista y el pacto de Estella. Sus artículos alertan sobre la fractura social en el País vasco. Su oficina de Farmacia en el barrio de Alza en San Sebastián sufrió varios ataques de kale borroka, que en julio del 2000 acabaron por dejar completamente calcinado el establecimiento, tras lo cual Guerra Garrido decidió clausurarlo definitivamente. La presión proetarra hizo que el escritor meditara seriamente la posibilidad de abandonar el País Vasco, como sí hicieron otros intelectuales en circunstancias similares.
En el 2001, le fue concedido en Barcelona, en un acto que tuvo lugar en el Gran Teatro del Liceo, el premio farmacéutico del año, promovido por la editorial Mayo. Le hizo entrega del galardón la ministra de Sanidad Celia Villalobos. En el año 2006 le fue concedido el Premio Nacional de las Letras Españolas. También ha sido galardonado con la Medalla al Mérito Constitucional otorgada por el Gobierno de España.
En 2012 publicó la novela La estrategia del outsider o la vuelta al mundo de Naraya Sola, una aguda reflexión sobre la dignidad que, según ha explicado el escritor, consiste en «ser uno mismo precisamente cuando seguir siendo tú mismo es lo que más puede perjudicarte», y en 2016 Tertulia de rebotica, una recopilación de los más de 400 artículos publicados por el autor en la revista El Farmacéutico, escritos en su día para no olvidar sus orígenes como farmacéutico en San Sebastián.

### Novela
- Demolición (Alianza Editorial, 2018)
- La estrategia del outsider o la vuelta al mundo de Naraya Sola (Alianza Editorial, 2012).
- Quien sueña novela (Alianza Editorial, 2010). Premio Fernando Quiñones 2009.
- La soledad del ángel de la guarda (Alianza Literaria, 2007).
- La Gran Vía es Nueva York (Alianza Literaria, 2004).
- El otoño siempre hiere (Muchnik Editores, 2000).
- Castilla en canal (Muchnik Editores, 1999).
- Tantos inocentes (Espasa Narrativa, 1996). Premio internacional Rodolfo Walsh de la Semana negra 1997 de Gijón.
- El síndrome de Scott (Espasa Calpe, 1993).
- La carta (Ediciones de la Plaza, 1990).
- La mar es mala mujer (Mondadori, 1987).
- El año del wólfram (Planeta, 1984). Finalista del Premio Planeta 1984.
- Escrito en un dólar (Planeta, 1983).
- La costumbre de morir (DiscoLibro,1981).
- Copenhague no existe (Destino, 1979).
- Lectura insólita de 'El Capital' (Destino, 1977). Premio Eugenio Nadal 1976
- Hipótesis (Destino, 1975).
- La fuga de un cerebro (Editorial Nacional, 1973).
- ¡Ay! (Richard Grandio, 1972). Premio Ciudad de Oviedo 1972.
- El pornógrafo (Literoy, 1971).
- Cacereño (Alfaguara, 1970).
- Ni héroe ni nada (Literoy, 1969).

### Narrativa corta
- Viaje a una provincia de interior (Ámbito, Valladolid, 1990).
- Maitasun objetu eztizkoa ("Dulce objeto de amor") (La Primitiva Casa Baroja, 1988).
- La sueca desnuda (Noega, Gijón, 1984).
- Micrófono oculto (Ediciones Vascas, San Sebastián, 1980; reed. CECISA, Madrid, 1991).

### Ensayo
- Un morroi chino con un higo en la coleta (Ipso ediciones, Pamplona, 2018). Colección Baroja & Yo.
- Tertulia de rebotica (Alianza Editorial, Madrid, 2016). Recopilación de artículos farmacéuticos.
- Esto no es un ensayo sobre Miró (Marfil, Valencia, 1994).
- Mis más bellas derrotas (Libertarias, Madrid, 1994)
- El telemirón (CAP, San Sebastián, 1982)
- Medicamentos españoles (Dopesa, Barcelona, 1972)

## Distinciones y premios
- Orden del Mérito Constitucional
- Gran cruz de la Orden de Alfonso X el Sabio (01/03/2019)[2]

| Predecesor: Antonio Gamoneda | Premio de la Crítica de Castilla y León 2005 | Sucesor: Óscar Esquivias |